# Dionigi Besozzi
Dionigi Besozzi (Milano, 5 settembre 1907 – Sesto Calende, 28 agosto 1997) è stato un cestista italiano.
Conta una presenza in Nazionale.
Nel dicembre 1929 giocò con la maglia dell'A.S. Ambrosiana un'amichevole contro una selezione catalana a Barcellona.

## Statistiche

### Cronologia presenze e reti in Nazionale
| Cronologia completa delle presenze e delle reti in nazionale ― Italia | Cronologia completa delle presenze e delle reti in nazionale ― Italia | Cronologia completa delle presenze e delle reti in nazionale ― Italia | Cronologia completa delle presenze e delle reti in nazionale ― Italia | Cronologia completa delle presenze e delle reti in nazionale ― Italia | Cronologia completa delle presenze e delle reti in nazionale ― Italia | Cronologia completa delle presenze e delle reti in nazionale ― Italia | Cronologia completa delle presenze e delle reti in nazionale ― Italia |
| Data                                                                  | Città                                                                 | In casa                                                               | Risultato                                                             | Ospiti                                                                | Competizione                                                          | Reti                                                                  | Note                                                                  |
| --------------------------------------------------------------------- | --------------------------------------------------------------------- | --------------------------------------------------------------------- | --------------------------------------------------------------------- | --------------------------------------------------------------------- | --------------------------------------------------------------------- | --------------------------------------------------------------------- | --------------------------------------------------------------------- |
| 18/04/1927                                                            | Parigi                                                                | Francia                                                               | 18 - 22                                                               | Italia                                                                | Amichevole                                                            | 0                                                                     |                                                                       |
| Totale                                                                |                                                                       | Presenze                                                              | 1                                                                     |                                                                       | Punti                                                                 | 0                                                                     |                                                                       |